# Milojevići
Milojevići este un sat din comuna Nikšić, Muntenegru. Conform datelor de la recensământul din 2003, localitatea are 58 de locuitori (la recensământul din 1991 erau 23 de locuitori).

## Demografie
În satul Milojevići locuiesc 43 de persoane adulte, iar vârsta medie a populației este de 39,9 de ani (39,4 la bărbați și 40,4 la femei). În localitate sunt 16 gospodării, iar numărul mediu de membri în gospodărie este de 3,63.
|  |

| Demografie | Demografie | Demografie |
| An         | Locuitori  | Locuitori  |
| ---------- | ---------- | ---------- |
|            |            |            |
|            |            |            |
|            |            |            |
|            |            |            |
| 1948       | 128        |            |
| 1953       | 121        |            |
| 1961       | 85         |            |
| 1971       | 46         |            |
| 1981       | 33         |            |
| 1991       | 23         | 23         |
| 2003       | 59         | 58         |

| \| Componența etnică conform recensământului din 2003[2] \| Componența etnică conform recensământului din 2003[2] \| Componența etnică conform recensământului din 2003[2] \| Componența etnică conform recensământului din 2003[2] \| Componența etnică conform recensământului din 2003[2] \| \| ----------------------------------------------------- \| ----------------------------------------------------- \| ----------------------------------------------------- \| ----------------------------------------------------- \| ----------------------------------------------------- \| \| \| \| \| \| \| \| Muntenegreni \| Muntenegreni \| \| 53 \| 91,37% \| \| Sârbi \| Sârbi \| \| 5 \| 8,62% \| \| necunoscută \| necunoscută \| \| 0 \| 0% \| |              |  |    |        |
| Componența etnică conform recensământului din 2003 |              |  |    |        |
| |              |  |    |        |
| Muntenegreni | Muntenegreni |  | 53 | 91,37% |
| Sârbi | Sârbi        |  | 5  | 8,62%  |
| necunoscută | necunoscută  |  | 0  | 0%     |